# Covariancia de Lorentz
En física relativista, la simetría de Lorentz o invariancia de Lorentz, caracteriza la equivalencia entre observadores o simetría observacional de acuerdo con la teoría de la relatividad especial, que implica que las leyes de la física permanecen iguales para todo observador que se esté moviendo según un sistema de referencia inercial cualquiera. También se ha descrito como "la característica de la naturaleza por la que los resultados experimentales son independientes de la orientación o de la velocidad con la que se desplaza a través del espacio el laboratorio en el que se realizan los ensayos".
La covarianza de Lorentz, un concepto relacionado, es una propiedad de la variedad espacio-tiempo subyacente, que tiene dos significados distintos pero estrechamente relacionados entre sí:
1. Se dice que un magnitud física es covariante de Lorentz si se transforma bajo una representación dada del grupo de Lorentz. Según la teoría de la representación del grupo de Lorentz, estas magnitudes se construyen a partir de escalares, cuadrivectores, cuadritensores y espinores. En particular, un escalar covariante de Lorentz (como por ejemplo, un intervalo de espacio-tiempo) sigue siendo el mismo bajo transformaciones de Lorentz y se dice que es un invariante de Lorentz (es decir, se transforman bajo una representación trivial).
2. Se dice que una ecuación es covariante de Lorentz si se puede escribir en términos de cantidades covariantes de Lorentz (de manera confusa, algunos autores usan aquí el término invariante). La propiedad clave de tales ecuaciones es que si se cumplen en un sistema inercial, entonces se cumplen en cualquier sistema inercial. Esto se deduce del resultado de que si todos los componentes de un tensor desaparecen en un marco de referencia, también desaparecen en todos los marcos de referencia. Esta condición es un requisito según el principio de relatividad, es decir, todas las leyes que no sean gravitatorias deben hacer las mismas predicciones para experimentos idénticos que tienen lugar en el mismo evento espacio-temporal en dos sistemas de referencia inerciales diferentes.

En las variedades, las palabras covariante y contravariante se refieren a cómo los objetos se transforman bajo transformaciones de coordenadas generales. Tanto los cuadrivectores covariantes como los contravariantes pueden ser cantidades covariantes de Lorentz.
La covarianza local de Lorentz, que se deduce de la relatividad general, se refiere a que la covarianza de Lorentz se aplica solo localmente en una región infinitesimal del espacio-tiempo en cada punto. Existe una generalización de este concepto para cubrir la covarianza de Poincaré y la invariancia de Poincaré.

## Propiedades generales
La covariancia de Lorentz (y análogamente la contravariancia de Lorentz) o principio especial de la relatividad se refiere a la propiedad de ciertas ecuaciones físicas de no cambiar de forma bajo cambios de coordenadas de un tipo particular, concretamente es un requisito de la teoría especial de la relatividad que las leyes de la física tienen que tomar la misma forma en todos los marcos de referencia inerciales.
El requerimiento de covariancia de Lorentz afirma concretamente que si dos observadores {\displaystyle {\mathcal {O}}_{1}} y {\displaystyle {\mathcal {O}}_{2}} usan sistemas de coordenadas {\displaystyle (t_{1},x_{1},y_{1},z_{1})\;} y {\displaystyle (t_{2},x_{2},y_{2},z_{2})\;}, tales que ambos sistemas son relacionables por una transformación de Lorentz, entonces cualesquiera dos ecuaciones que relacionen magnitudes que presentan covariancia de Lorentz se escribirán de la misma forma para ambos observadores. El principio general de relatividad generaliza aún más este principio al extender el requerimiento a sistemas de referencia totalmente generales. 

### Covariancia de Lorentz y sistemas inerciales
En principio si un observador es inercial cualquier otro que use coordenadas relacionadas con las del primero mediante una transformación de Lorentz será un observador inercial. Por lo tanto, una magnitud, ecuación o expresión matemática que presente covariancia de Lorentz responderá a las mismas "leyes" o ecuaciones para todos los sistemas inerciales.
Es importante notar, que si se comparan las medidas de un observador inercial con las de un observador no inercial, la forma de las ecuaciones será diferente. Esto también se da en la mecánica newtoniana donde el estudio del movimiento de un cuerpo visto desde un sistema no-inercial requiere la inclusión de fuerzas ficticias, y por lo tanto, sus ecuaciones para explicar el movimiento de un móvil cuentan con términos adicionales con respecto a las que escribiría un observador inercial, y en consecuencia, las ecuaciones del movimiento no tienen la misma forma para un observador inercial que para uno no inercial.

### Covariancia generalizada y relatividad general
La covariancia de Lorentz es de hecho un tipo de invariancia de forma restringida o especial, de ahí que la primera teoría de la relatividad construida por Albert Einstein se acabara llamando teoría de la relatividad restringida o especial.
El deseo de Albert Einstein de contar con una teoría cuyas ecuaciones tuvieran la misma forma para cualquier tipo de observador (sea este inercial o no inercial), le llevó a buscar ecuaciones que presentaran el principio de covariancia, cosa que logró generalizando su teoría en lo que luego se llamó teoría de la relatividad general.

## Ejemplos de magnitudes covariantes
En general, la naturaleza (transformacional) de un tensor de Lorentz se puede identificar por el orden de su tensor, que es el número de índices libres que posee. Cuando el tensor no tiene ningún índice, implica que es un escalar; cuando tiene uno implica que es un vector; y así sucesivamente. A continuación se enumeran algunos tensores con una interpretación física.
En todo el artículo se utiliza el convenio de signos del espacio-tiempo de Minkowski, que tiene la forma η= diag (1, −1, −1, −1).

### Escalares
Espacio-tiempo{\displaystyle \Delta s^{2}=\Delta x^{a}\Delta x^{b}\eta _{ab}=c^{2}\Delta t^{2}-\Delta x^{2}-\Delta y^{2}-\Delta z^{2}}
Tiempo propio (para intervalos de espacio-tiempo){\displaystyle \Delta \tau ={\sqrt {\frac {\Delta s^{2}}{c^{2}}}},\,\Delta s^{2}>0}
Distancia propia (para intervalos espacio-tiempo){\displaystyle L={\sqrt {-\Delta s^{2}}},\,\Delta s^{2}<0}
Masa{\displaystyle m_{0}^{2}c^{2}=P^{a}P^{b}\eta _{ab}={\frac {E^{2}}{c^{2}}}-p_{x}^{2}-p_{y}^{2}-p_{z}^{2}}
Invariantes en electromagnetismo{\displaystyle {\begin{aligned}F_{ab}F^{ab}&=\ 2\left(B^{2}-{\frac {E^{2}}{c^{2}}}\right)\\G_{cd}F^{cd}&={\frac {1}{2}}\epsilon _{abcd}F^{ab}F^{cd}=-{\frac {4}{c}}\left({\vec {B}}\cdot {\vec {E}}\right)\end{aligned}}}
D'Alembertiano/operador de onda{\displaystyle \Box =\eta ^{\mu \nu }\partial _{\mu }\partial _{\nu }={\frac {1}{c^{2}}}{\frac {\partial ^{2}}{\partial t^{2}}}-{\frac {\partial ^{2}}{\partial x^{2}}}-{\frac {\partial ^{2}}{\partial y^{2}}}-{\frac {\partial ^{2}}{\partial z^{2}}}}

### Cuadrivectores
Cuadridesplazamiento{\displaystyle \Delta X^{a}=\left(c\Delta t,\Delta {\vec {x}}\right)=(c\Delta t,\Delta x,\Delta y,\Delta z)}
Cuadriposición{\displaystyle X^{a}=\left(ct,{\vec {x}}\right)=(ct,x,y,z)}
Cuadrigradientees la derivada parcial de las 4 dimensiones: {\displaystyle \partial ^{a}=\left({\frac {\partial _{t}}{c}},-{\vec {\nabla }}\right)=\left({\frac {1}{c}}{\frac {\partial }{\partial t}},-{\frac {\partial }{\partial x}},-{\frac {\partial }{\partial y}},-{\frac {\partial }{\partial z}}\right)}
Cuadrivelocidad{\displaystyle U^{a}=\gamma \left(c,{\vec {u}}\right)=\gamma \left(c,{\frac {dx}{dt}},{\frac {dy}{dt}},{\frac {dz}{dt}}\right)} donde {\displaystyle U^{a}={\frac {dX^{a}}{d\tau }}}
Cuadrimomento{\displaystyle P^{a}=\left(\gamma mc,\gamma m{\vec {v}}\right)=\left({\frac {E}{c}},{\vec {p}}\right)=\left({\frac {E}{c}},p_{x},p_{y},p_{z}\right)} donde {\displaystyle P^{a}=mU^{a}} y {\displaystyle m} es rest mass.
Cuadricorriente{\displaystyle J^{a}=\left(c\rho ,{\vec {j}}\right)=\left(c\rho ,j_{x},j_{y},j_{z}\right)} donde {\displaystyle J^{a}=\rho _{o}U^{a}}
Cuadripotencial{\displaystyle A^{a}=\left({\frac {\phi }{c}},{\vec {A}}\right)=\left({\frac {\phi }{c}},A_{x},A_{y},A_{z}\right)}

### Cuadritensores
Delta de Kronecker{\displaystyle \delta _{b}^{a}={\begin{cases}1&{\mbox{si }}a=b,\\0&{\mbox{si }}a\neq b.\end{cases}}}
Espacio-tiempo de Minkowski (la métrica del espacio plano según la relatividad general){\displaystyle \eta _{ab}=\eta ^{ab}={\begin{cases}1&{\mbox{si }}a=b=0,\\-1&{\mbox{si }}a=b=1,2,3,\\0&{\mbox{si }}a\neq b.\end{cases}}}
Tensor de campo electromagnético (usando el convenio de signos métrico + − − −)
{\displaystyle F_{ab}={\begin{bmatrix}0&{\frac {1}{c}}E_{x}&{\frac {1}{c}}E_{y}&{\frac {1}{c}}E_{z}\\-{\frac {1}{c}}E_{x}&0&-B_{z}&B_{y}\\-{\frac {1}{c}}E_{y}&B_{z}&0&-B_{x}\\-{\frac {1}{c}}E_{z}&-B_{y}&B_{x}&0\end{bmatrix}}}
Dual del tensor del campo electromagnético
{\displaystyle G_{cd}={\frac {1}{2}}\epsilon _{abcd}F^{ab}={\begin{bmatrix}0&B_{x}&B_{y}&B_{z}\\-B_{x}&0&{\frac {1}{c}}E_{z}&-{\frac {1}{c}}E_{y}\\-B_{y}&-{\frac {1}{c}}E_{z}&0&{\frac {1}{c}}E_{x}\\-B_{z}&{\frac {1}{c}}E_{y}&-{\frac {1}{c}}E_{x}&0\end{bmatrix}}}

## Violaciones del  modelo de Lorentz
La violación de los principios de Lorentz hace referencia a teorías que son aproximadamente relativísticas, y se han ideado para llevar a cabo experimentos que pudieran poner de manifiesto hipotéticas violaciones del modelo de Lorentz, que no se habrían podido detectar con anterioridad por ser muy pequeñas o al quedar enmascaradas por otros efectos.
En la teoría de campos estándar, existen restricciones muy estrictas y severas para tener en cuenta que operadores marginales (o también relevantes en su caso) pudieran violar el modelo de Lorentz, tanto dentro de la electrodinámica cuántica como del modelo estándar de la física de partículas. Los operadores irrelevantes que hipotéticamente podrían violar el modelo de Lorentz pueden suprimirse mediante una escala de corte elevada, pero este procedimiento normalmente genera correcciones radiativas que podrían hacer pasar por alto diferentes violaciones del modelo de Lorentz asociadas a otros operadores. Por lo tanto, también se introducen restricciones muy estrictas y severas sobre los operadores irrelevantes que podrían violar los principios de Lorentz.
Dado que algunos enfoques de la gravedad cuántica conducen a violaciones de la invariancia de Lorentz, estos estudios forman parte de la gravedad cuántica fenomenológica. Las violaciones de los principios de Lorentz están permitidas como hipótesis en la teoría de cuerdas, en la supersimetría y en la gravedad de Hořava-Lifshitz.
Los modelos que podrían violar algún principio de Lorentz normalmente se dividen en cuatro clases:
- Las leyes de la física son exactamente covariantes de Lorentz, pero esta simetría puede verse sometida a un proceso de ruptura espontánea. En la teoría relativistica especial, esto conduce a los fonones, que son los bosones de Goldstone. Estos fonones viajan muy por debajo de la velocidad de la luz.
- Similar a la simetría de Lorentz aproximada de los fonones en una red cristalina (donde la velocidad del sonido juega el papel de velocidad crítica), la simetría de Lorentz de la relatividad especial (con la velocidad de la luz como velocidad crítica en el vacío) es solo un límite energético a la baja de las leyes de la física, que implican nuevos fenómenos en alguna escala fundamental. Las partículas "elementales" convencionales en solitario no son objetos teóricos de campo puntuales a escalas de distancias muy pequeñas, y se debe tener en cuenta una longitud fundamental distinta de cero. La violación de la simetría de Lorentz se rige por un parámetro dependiente de la energía que tiende a cero a medida que disminuye el impulso.[4] Dichos patrones requieren la existencia de un sistema de referencia inercial preferente (el "marco en reposo del vacío"). Pueden ponerse a prueba, al menos parcialmente, mediante experimentos de rayos cósmicos de energía ultraalta, como los realizados en el Observatorio Pierre Auger.[5]
- Las leyes de la física son simétricas bajo una deformación de Lorentz, o forma más general, de acuerdo con las propiedades del grupo de Poincaré, y esta simetría deformada es exacta e ininterrumpida, y también suele ser una simetría del grupo cuántico, que es una generalización de la simetría de grupo. La relatividad doblemente especial es un ejemplo de esta clase de modelos. La deformación depende de la escala, de manera que si al final alcanza una escala mucho mayor que la escala de Planck, la simetría se parecerá mucho a la del grupo de Poincaré. Los experimentos con rayos cósmicos de energía ultraalta no han podido probar la validez de tales modelos.
- La relatividad muy especial forma una clase propia, de manera que si la carga y la paridad (CP) poseen una simetría exacta, un subgrupo del grupo de Lorentz sería suficiente para obtener todas las predicciones del modelo estándar, aunque este no es el caso.

Los modelos que pertenecen a las dos primeras clases pueden ser consistentes con los experimentos si la ruptura del modelo de Lorentz se produjera a la escala de Planck o más allá de ella, o incluso antes en modelos preónicos adecuados, y si la violación de la simetría de Lorentz se rigiera por un parámetro adecuado dependiente de la energía. Entonces, se tiene una clase de modelos que se desvían de la simetría de Poincaré cerca de la escala de Planck, pero que aún se ajustan exactamente a un grupo de Poincaré con escalas de longitud mucho mayores. Esto también es válido para la tercera clase, que además está protegida de las correcciones radiativas, ya que todavía tiene una simetría exacta (cuántica).
Aunque no hay evidencia de fenómenos que supongan alguna violación de la invariancia de Lorentz, durante los últimos años se han seguido realizando varias búsquedas experimentales de tales violaciones. Kostelecky y Russell publicaron en 2010 una tabla con un resumen detallado de los resultados de estas búsquedas.
La invariancia de Lorentz se violaría en la teoría de campos cuántica cuando se supone una temperatura distinta de cero.
También había cada vez más evidencias de una posible violación del modelo de Lorentz en experimentos realizados en 2017 con semimetales de Weyl y con semimetales de Dirac.